# Société québécoise du cannabis
La Société québécoise du cannabis (SQDC) est une société d'État, filiale de la Société des alcools du Québec (SAQ), qui a pour mandat de gérer la vente du cannabis sur tout le territoire du Québec. Cette société a été créée en prévision de la légalisation du cannabis au Canada, qui a pris effet le 17 octobre 2018. Le 16 novembre 2017, le projet de loi 157 est déposé à l'Assemblée nationale du Québec, en vue de créer officiellement cette société. Cette loi est adoptée le 12 juin 2018.
Le gouvernement du Québec a ouvert douze succursales en 2018 pour gérer un marché évalué à environ 500 millions de dollars canadiens. Les succursales sont reparties dans les villes de Montréal, Gatineau, Québec, Mascouche, Trois-Rivières, Drummondville, Mirabel, Saint-Jean-sur-Richelieu, Rimouski et Grande-Rivière.
Le 25 avril 2022, la SQDC ouvre son 88e magasin.

## Financement et revenus

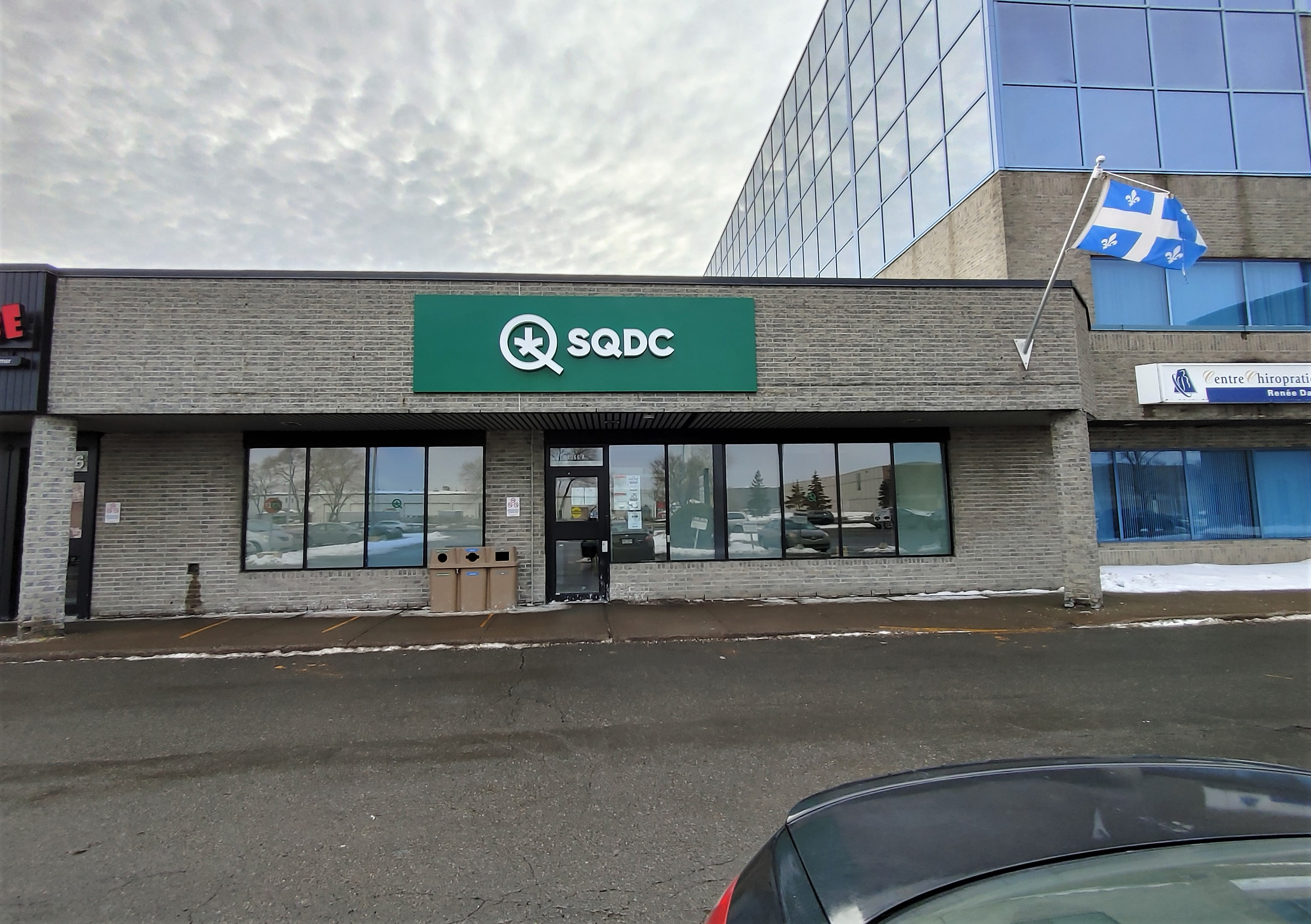
La SQDC à Pointe-Claire.

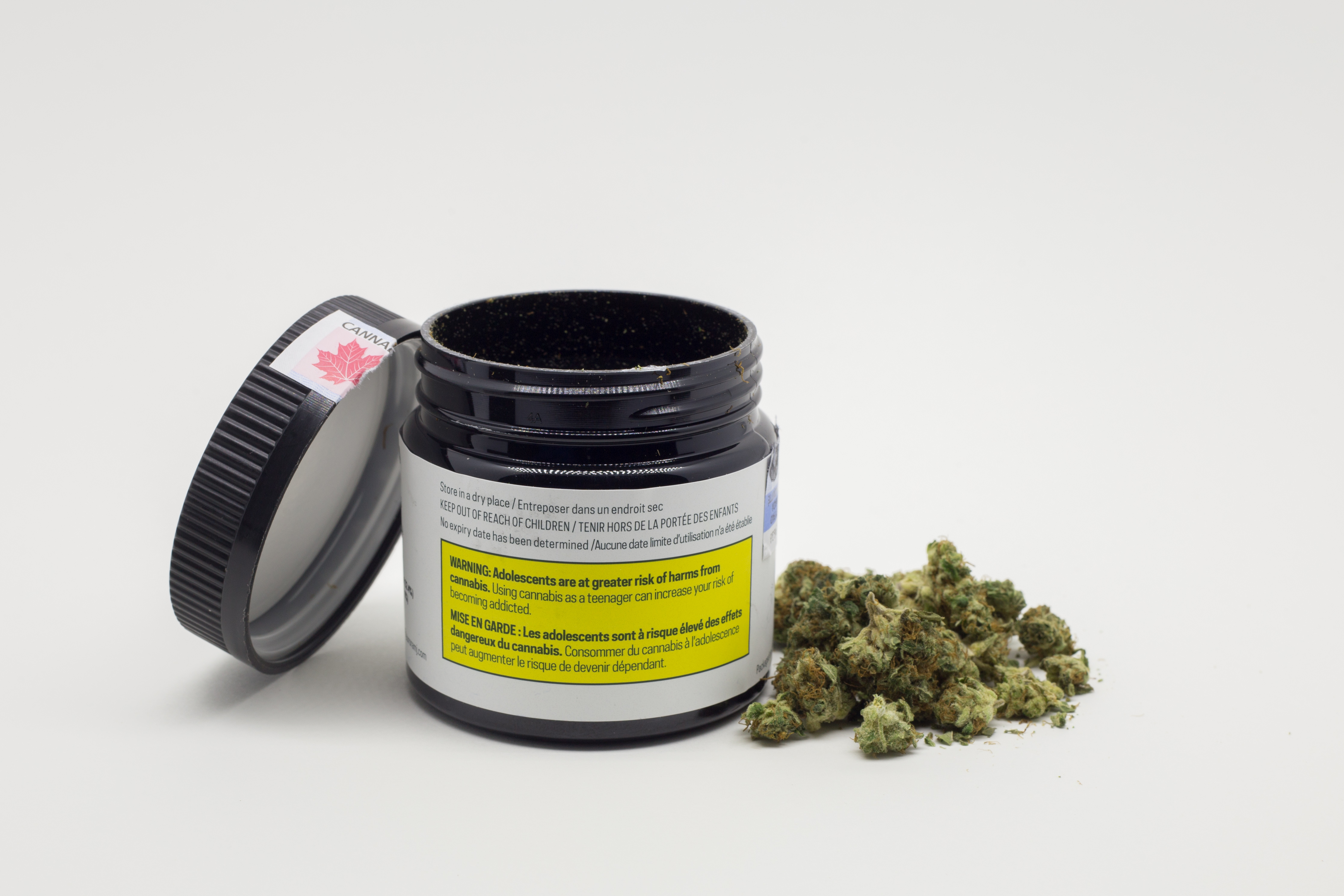
Exemple de produit du cannabis vendu par la SQDC.

En vertu de la Loi sur la Société des alcools du Québec, les revenus provenant de la vente de cannabis de la SQDC doivent être affectés aux fins suivantes:
- à la résorption de tout déficit que pourrait subir la SQDC;
- au virement que doit faire le ministre des Finances chaque année au Fonds de prévention et de recherche en matière de cannabis, et
- à la prévention de l'usage de substances psychoactives, de même que la lutte contre les méfaits qui s'y rapportent.

Après 6 mois d'exploitation et l'ouverture de 12 points de vente, la société déplore un déficit de 4,9 millions de dollars canadien. Néanmoins pour son exercice financier terminant le 28 mars 2020, une amélioration de l'efficacité de la chaîne d'approvisionnement et une plus grande capacité de distribution permettent de dégager un bénéfice de 26,3 millions, un montant 30% supérieur aux prévisions.
Avec un prix moyen de 7,64 $ le gramme de fleurs séchées, la SQDC présente les prix les plus bas au Canada pour le marché légal. En comparaison, le prix moyen des fournisseurs ontariens est de 10,64 $ le gramme. À noter que la presque totalité des provinces canadiennes (dont l'Ontario) ont opté pour une privatisation du marché du cannabis.
En 2020, 41 % des Canadiens âgés de plus de 16 ans consommant du cannabis ont acheté régulièrement des produits dans un des points de vente autorisés par le gouvernement. En 2021, ce taux est monté à 53 %.
Quelques semaines après l'ouverture des premières boutiques, certains experts rapportent des irrégularités reliés à la qualité des produits (poids inférieur à celui indiqué, humidité trop basse).
La même année, une analyse est réalisée à l'aveugle sur cinq échantillons de cannabis par MB Labs (d), un laboratoire de Colombie-Britannique accrédité par Santé Canada. Deux de ces échantillons étaient issus du marché légal, trois du marché noir. Cette analyse a révélé que plusieurs échantillons provenant du marché noir contenaient soit des concentrations importantes de bactéries, ou des proportions importantes de pesticides. Sur les deux échantillons du marché légal, un contenait des traces de bactéries et le deuxième en était exempt.
La concentration maximale des produits retrouvés à la SQDC est de 30%. De plus, certains articles, tel les bonbons au cannabis, ou les vapoteuses au cannabis, ne sont pas disponibles au Québec. Il s'agit d'une particularité du Québec, puisque ce genre de produit est actuellement légal au Canada.

## Législation et âge légal
Lors de la légalisation du cannabis au Canada en 2018, l'âge légal de consommation avait été fixé à 18 ans par le gouvernement fédéral. Toutefois, le gouvernement du Québec a choisi de resserrer les règles en portant cet âge à 21 ans avec l’adoption du projet de loi 2 en octobre 2019. Cette disposition est entrée en vigueur le 1er janvier 2020, après une période de transition de 60 jours visant à permettre aux consommateurs concernés de s’adapter aux nouvelles règles. Le ministre délégué à la Santé et aux Services sociaux, Lionel Carmant, a justifié cette décision en affirmant que l’objectif était de retarder l’initiation au cannabis et de limiter l’exposition des jeunes adultes à ses effets sur le développement du cerveau.
Cette décision a été critiquée par certains experts et acteurs de l'industrie, qui estiment qu'en augmentant l'âge légal à 21 ans, le gouvernement favorise indirectement le marché noir et prive la SQDC d’une partie de sa clientèle, réduisant ainsi les fonds disponibles pour la prévention et la recherche sur les effets du cannabis. Une analyse publiée en 2018 indiquait que la consommation de cannabis chez les jeunes était déjà répandue, avec un âge moyen d'initiation de 14 ans, et que restreindre davantage l’accès légal au cannabis pourrait simplement pousser les jeunes consommateurs vers des sources non réglementées, potentiellement plus nocives.
Une lettre ouverte publiée en novembre 2018 par des professionnels de la santé publique remet également en question l’efficacité de cette mesure en affirmant que « plus de 100 000 jeunes québécois ne seront plus protégés par la légalisation » et que cette clientèle se tournerait inévitablement vers des produits issus du marché illicite, qui ne sont pas soumis aux mêmes contrôles de qualité. La lettre rappelle aussi que l’âge de la majorité au Québec est fixé à 18 ans, permettant aux jeunes adultes de prendre des décisions impliquant d’autres risques, comme la consommation d’alcool ou de tabac, et s’interroge sur la cohérence du choix gouvernemental visant à leur interdire l’accès légal au cannabis.